# Jardins del Turó del Putxet
Jardins del Turó del Putxet är en park i Spanien.   Den ligger i provinsen Província de Barcelona och regionen Katalonien, i den östra delen av landet, 500 km öster om huvudstaden Madrid. Jardins del Turó del Putxet ligger 158 meter över havet.
Terrängen runt Jardins del Turó del Putxet är kuperad åt nordväst, men åt sydost är den platt.Runt Jardins del Turó del Putxet är det mycket tätbefolkat, med 10 000 invånare per kvadratkilometer. Närmaste större samhälle är Barcelona, 2,6 km sydost om Jardins del Turó del Putxet. Runt Jardins del Turó del Putxet är det i huvudsak tätbebyggt.